# قصر المعمورة العامر
قصر المعمورة العامر؛ هو مقر إقامة سلطان عمان، ويوجد القصر في ولاية صلالة بمحافظة ظفار في سلطنة عمان، وتحيط به حدائق واسعة ويمر خلالها فلج أرزات.

## نبذة
يعد القصر حاليا مقر إقامة السلطان هيثم بن طارق حين زيارته لمحافظة ظفار، وكان سابقا مقر إقامة السلطان قابوس بن سعيد.
تقام في القصر اجتماعات واستقبالات حيث يقوم السلطان بعقد اجتماعات مجلس الوزراء وبعض اللجان المختصة، كما يقوم باستقبال ضيوف ووفود سلطنة عمان الرسمية.

## تاريخه
شيد قصر المعمورة العامر عام 1929م في عهد السلطان سعيد بن تيمور، وتسمية قصر المعمورة أصلها من منتزه المعمورة الخاص بالملك فاروق والذي أعجب به السطان سعيد بن تيمور خلال زيارته لمصر وعمل على نقل الفكرة لقصر المعمورة بصلالة.

## مزرعة أرزات
بدأ السلطان سعيد بن تيمور إنشاء مزرعة بجوار قصر المعمورة بهدف دراسة كيفية زراعة الفواكه الاستوائية وشبه الاستوائية في محافظة ظفار، واليوم، تخضع المزرعة لإشراف شؤون البلاط السلطاني. في مارس 2024، أُعلن أن المتخصصين في المزرعة قاموا بزراعة نوع جديد من أشجار الموز أُطلق عليه اسم "موز رزات"، وهو نوع فرعي من موز ويليامز كافنديش.